# Josep Maria van der Ploeg García
Josep Maria van der Ploeg García (Barcelona, 4 de maig de 1958) és un regatista barceloní, ja retirat, guanyador d'una medalla olímpica d'or.
Va participar, als 34 anys, en els Jocs Olímpics d'Estiu de 1992 celebrats a Barcelona (Catalunya), on aconseguí guanyar la medalla d'or en la classe Finn. En els Jocs Olímpics d'Estiu de 1996 realitzats a Atlanta (Estats Units) participà en aquesta mateixa categoria en les proves de vela, finalitzant en setena posició i aconseguint així un diploma olímpic. En els Jocs Olímpics d'Estiu del 2000 realitzats a Sydney (Austràlia) finalitzà en vuitena posició, obtenint un nou diploma olímpic, en la classe Star al costat de Rafael Trujillo.
Al llarg de la seva carrera ha guanyat una medalla de bronze en el Campionat del Món de vela.